# Paardensport op de Paralympische Zomerspelen 2008
Op de XIIIe Paralympische Spelen die in 2008 werden gehouden in het Chineese Peking was Paardrijden een van de 20 sporten die werd beoefend.

## Evenementen
In totaal waren er elf onderdelen bij het paardrijden op de Paralympics in 2008. 
Verplichte kür
- Graad Ia
- Graad Ib
- Graad II
- Graad III
- Graad IV
- Team, open

Vrije kür
- Graad Ia
- Graad Ib
- Graad II
- Graad III
- Graad IV

## Verplichte kür
| \| Rank \| Land \| Punten \| \| ---- \| ------------------- \| ------- \| \| 1 \| Verenigd Koninkrijk \| 439.608 \| \| 2 \| Duitsland \| 413.532 \| \| 3 \| Noorwegen \| 404.343 \| |                     |         |
| Rank | Land                | Punten  |
| 1 | Verenigd Koninkrijk | 439.608 |
| 2 | Duitsland           | 413.532 |
| 3 | Noorwegen           | 404.343 |

| Klasse    | Punten | land | Goud              | land | Zilver               | land | Brons            |
| --------- | ------ | ---- | ----------------- | ---- | -------------------- | ---- | ---------------- |
| Graad Ia  | 73.100 | GBR  | Anne Dunham       | GBR  | Sophie Christiansen  | SGP  | Laurentia Tan    |
| Graad Ib  | 73.238 | GBR  | Lee Pearson       | NOR  | Jens Dokkan          | BRA  | Marcos Alves     |
| Graad II  | 71.909 | GER  | Britta Naepel     | CAN  | Lauren Barwick       | DEN  | Caroline Nielsen |
| Graad III | 71.440 | GER  | Hannelore Brenner | DEN  | Annika Lykke Dalskov | GER  | Bettina Eistel   |
| Graad IV  | 69.290 | RSA  | Philippa Johnson  | NOR  | Ann Cathrin Lubbe    | AUS  | Georgia Bruce    |

## Vrije kür
| Klasse    | Punten | land | Goud                | land | Zilver             | land | Brons                |
| --------- | ------ | ---- | ------------------- | ---- | ------------------ | ---- | -------------------- |
| Graad Ia  | 76.166 | GBR  | Sophie Christiansen | GBR  | Anne Dunham        | SGP  | Laurentia Tan        |
| Graad Ib  | 77.057 | GBR  | Lee Pearson         | GBR  | Ricky Balshaw      | BRA  | Marcos Alves         |
| Graad II  | 72.776 | CAN  | Lauren Barwick      | GBR  | Felicity Coulthard | GER  | Britta Naepel        |
| Graad III | 74.223 | GER  | Hannelore Brenner   | GBR  | Simon Laurens      | DEN  | Annika Lykke Dalskov |
| Graad IV  | 77.272 | RSA  | Philippa Johnson    | NOR  | Ann Cathrin Lubbe  | AUS  | Georgia Bruce        |

## Uitslagen Belgische deelnemers
| Plaats | Onderdeel      | Categorie | Naam         | Punten |
| ------ | -------------- | --------- | ------------ | ------ |
| 8      | Verplichte kür | Graad Ib  | Jose Lorquet | 63.619 |
| 7      | Verplichte kür | Graad III | Bert Vermeir | 64.000 |
| 6      | Vrije kür      | Graad Ib  | Jose Lorquet | 65.333 |
| 8      | Vrije kür      | Graad III | Bert Vermeir | 67.389 |

## Uitslagen Nederlandse deelnemers
| Plaats | Onderdeel      | Categorie | Naam               | Punten |
| ------ | -------------- | --------- | ------------------ | ------ |
| 4      | Verplichte kür | Graad II  | Petra van de Sande | 66.909 |
| 4      | Verplichte kür | Graad IV  | Sjerstin Vermeulen | 66.452 |
| 7      | Verplichte kür | Graad IV  | Ineke de Groot     | 63.161 |
| 8      | Verplichte kür | Graad IV  | Sabine Peters      | 62.516 |
| 7      | Vrije kür      | Graad IV  | Sjerstin Vermeulen | 67.908 |
| 9      | Vrije kür      | Graad IV  | Sabine Peters      | 65.863 |
| 13     | Vrije kür      | Graad IV  | Ineke de Groot     | 58.955 |